# Casa Maria Robert
La casa Maria Robert és un edifici d'habitatges situat a la Gran Via de les Corts Catalanes, 684 de Barcelona, catalogat com a bé cultural d'interès local.

## Història
Va ser projectat el 1888 per l'arquitecte Salvador Vinyals per a Emília Artés, i construït entre aquesta data i 1890.

## Descripció
Consta de planta baixa desdoblada en semisoterrani i entresòl i quatre pisos. L'accés principal dona pas a una àmplia zona de vestíbul compartit per una escala directa a la planta noble i l'escala comunitària d'accés als immobles superiors.
La seva façana és d'estil eclèctic, amb arrels clàssiques. Està organitzada mitjançant unes línies verticals (constituïdes per columnes adossades a la part central i pilastres decorades amb encoixinat de punta de diamant a la resta), que contrasten amb les línies horitzontals dels balcons dels pisos principal i segon. Aquestes franges horitzontals divideixen l'edifici en tres parts, en les quals destaca un conjunt d'obertures a la planta baixa i a la cornisa de coronament, que apareix doblegada per la seva part central, així com als extrems, i forma tres frontons semicirculars. El central, que és el frontó de més dimensions, es mostra cobert per una volta a quatre vents, coronada per un llanternó, mentre que a la part central hi ha un grup escultòric que mostra dos infants que sostenen un escut, on s'hi llegeix la data de 1890. Aquesta ornamentació escultòrica es complementa amb la formada per dos infants més que, tot fent la funció de cariàtides, emmarquen la porta principal, a doble alçada, que remarca l'eix central de simetria de la façana. La coberta és plana amb terrat, del qual sobresurt un àtic prudencialment retirat de la façana.
Artísticament cal destacar la intensa decoració dels elements de façana com són l'arc de la porta principal, les mènsules i els emmarcaments de les obertures. També són notables les reixes de ferro forjat de les baranes dels balcons.
A l'interior, passada la zona de vestíbul, l'escala noble i la de veïns s'integren per crear un espai de relacions força inusual en aquest tipus d'edificis. En aquests espais interiors trobem columnes, pilastres i altres elements d'estil barroc.